# Iván Rodríguez
Iván Rodríguez Torres, soprannominato "Pudge" (Manatí, 27 novembre 1971), è un ex giocatore di baseball portoricano di ruolo ricevitore nella Major League Baseball (MLB). È stato introdotto nella National Baseball Hall of Fame nel 2017.

## Carriera
Rodríguez giocò per la maggior parte della carriera con i Texas Rangers, dopo di che fece parte dei Florida Marlins, dei Detroit Tigers, dei New York Yankees, degli Houston Astros e chiuse con la maglia dei Washington Nationals. Coi Rangers vinse il premio di MVP dell'American League del 1999 quando stabilì un nuovo record stagionale della lega per fuoricampo da parte di un ricevitore con 35. È considerato uno dei migliori ricevitori difensivi di tutti i tempi ed il leader di tutti i tempi della MLB per putout per un giocatore nel suo ruolo. Anche i suoi 13 Guanti d'oro sono il massimo in assoluto per un ricevitore.
Making debuttò coi Texas Rangers il 20 giugno 1991, diventando il più giovane catcher della MLB in quella stagione all'età di 19 anni. Si impose subito come un battitore di alto livello, che si dimostrò anche abile nell'eliminare gli avversari che tentavano di rubare le basi. Nessun altro catcher degli ultimi 35 anni ebbe un tale successo in quell'aspetto del gioco, con Rodríguez che eliminò il 48% dei tentativi di rubate fino al maggio 2006. Il 30 agosto 1991 divenne il più giovane giocatore dei Texas Rangers a battere un home run, contro i Kansas City Royals e il lanciatore Storm Davis. Nella sua prima stagione si classificò quarto nel premio di rookie dell'anno.
Rodríguez vinse le World Series con i Marlins nel 2003. Durante quella stagione regolare, stabilì diversi primati di franchigia per un ricevitore, tra cui media battuta, .297, e punti battuti a casa, 85. Il 31 marzo, Rodríguez divenne il decimo giocatore della storia dei Marlins a battere un fuoricampo nella prima gara della stagione. L'8 aprile stabilì un altro record della squadra con 5 basi ball contro i New York Mets. Dal 24 giugno al 2 luglio ebbe una striscia di nove gare in cui batté una valida, durante la quale batté con .500 con 7 doppi, 2 tripli e 4 fuoricampo..
Il 17 giugno 2009, Rodríguez stabilì un record MLB per un ricevitore con la sua 2227ª partita disputata, superando Carlton Fisk. Nel corso della sua carriera, ebbe la maggior percentuale di rubate di sempre per un ricevitore, 45,68. Annunciò il suo ritiro il 18 aprile 2012. Il 23 aprile firmò un contratto di un giorno con i Rangers per ritirarsi come membro della squadra.

## Nazionale
Rodríguez venne convocato dalla nazionale portoricana per il World Baseball Classic 2006 e 2009.

## Palmarès

### Club
- World Series: 1

Florida Marlins: 2003

### Individuale
- MVP dell'American League: 1

1999
- MVP della National League Championship Series: 1

2003
- MLB All-Star: 14

1992–2001, 2004–2007
- Guanti d'oro: 13

1992–2001, 2004, 2006, 2007
- Silver Slugger Award: 7

1994–1999, 2004
- Texas Rangers Hall of Fame